# میزان کلیک
میزان کلیک(به انگلیسی: Click through rate (CTR)) به نسبت کاربرانی که روی یک لینک خاص کلیک می‌کنند به تعداد کل کاربرانی که یک صفحه، ایمیل یا تبلیغ را دیده‌اند گفته می‌شود؛ که این نسبت معمولاً برای اندازه‌گیری موفقیت یک کمپین یا کارزار بازاریابی به کار می‌رود. مانند کمپین‌های وب و ایمیل.
اولین نمایش آنلاین آگهی برای AT&T در وب‌سایت HotWired در سال ۱۹۹۴ به نمایش درآمد؛ که میزان کلیک آن حدود ۴۴٪ بوده‌است.
به عبارت دیگر میزان کلیک یا CTR یکی از معیارهای سنجش کمپین‌های آنلاین است که نشان می‌دهد به ازای نمایش یک صفحه، آگهی یا ایمیل چه تعداد کلیک بر روی آن انجام شده است ، مثلا اگر در یکی از سایت‌های خبری، تبلیغات بنری دادیم در ازای ۱۰۰۰۰ بار نمایش بنر در روز چه تعداد کلیک بر روی آن انجام می‌شود.

## هدف
هدف میزان کلیک این است که بتوان نسبت کلیک به نمایش را برای تبلیغات آنلاین و بازاریابی رایانامه‌ای اندازه‌گیری کرد. به‌طور کلی بالاترین میزان CTR بیشترین تأثیر را بر روی کارزار بازاریابی و آوردن افراد به وب سایت شما دارد. اکثر وب‌سایت‌های تجاری طراحی شده‌اند تا یک سری از رفتارها را مشخص نمایند. مانند: خرید کتاب، خواندن اخبار یا مقاله، تماشای ویدئو یا موسیقی یا جستجو برای پرواز. مردم به ندرت برای تماشای آگهی وارد یک وب‌سایت می‌شوند؛ یا برای دیدن تبلیغات به تماشای تلویزیون می‌نشینند.

## ساختار
میزان کلیک به تعداد کلیک شدن روی تبلیغ تقسیم بر کل نمایش گفته می‌شود. (تعداد دفعاتی که تبلیغ نمایش داده می‌شود):
میزان کلیک = کلیک (#) / نمایش (#)

### تبلیغات آنلاین CTR
حال اگر این مقیاس را بخواهیم به درصد تبدیل کنیم، آن را در ۱۰۰ ضرب می‌کنیم. به عنوان مثال اگر یک بنر ۱۰۰ بار تحویل داده شده‌است (۱۰۰ نمایش) و یک کلیک دریافت کند؛ پس درصد میزان کلیک آن ۱٪ خواهد بود.
{\displaystyle {\text{CTR}}={{\text{Clicks}} \over {\text{Impressions}}}\times 100}
زمانی که بنر تبلیغات برای اولین بار شروع به کار کند، غیرطبیعی نیست که میزان کلیک آن بالای پنج درصد برود. در حال حاضر میزان کلیک به‌طور متوسط نزدیک به ۰٫۲ یا ۰٫۳ درصد است. در اکثر موارد میزان کلیک ۲٪ بسیار موفق به‌شمار می‌رود. اگرچه این میزان به شدت به شرایط و تبلیغ بستگی دارد. میانگین میزان کلیک در دهه ۱۹۹۰ حدود ۳٪ بوده که در سال ۲۰۰۲ به حدود ۰٫۴٪ - ۲٫۴٪ رسیده‌است. در حالی تبلیغ کنندگان در حال افزایش پرداختی برای افزایش CTR سایت خودشان هستند. به همین دلیل با پرداخت‌های پایین نمی‌توان به مقدار زیاد در این زمینه رسید.
تبلیغات مدرن از نمایش بنرها فراتر رفته‌اند. موتور جستجوهای مشهور مانند بینگ و گوگل به تبلیغ کنندگان این اجازه را می‌دهند تا تبلیغات را کنار نتایج جستجوهای این موتورهای جستجو به نمایش در بیاورند. این تبلیغات شامل لینک، متن، تلفن، آدرس و یک صفحه نمایش محصولات می‌تواند باشد. به علاوه این گونه تبلیغات به کسانی نمایش داده می‌شود که به دنبال آن محصول هستند و برای پیدا کردن محصولی خاص در موتورهای جستجو گوگل و بینگ جستجو می‌کنند و مانند بنرهای تبلیغاتی به تمام کاربران نمایش داده نمی‌شود؛ که این خود با عث افزایش CTR می‌شود. زیرا این‌گونه تبلیغات در تعیین کاربران هدفمند عمل می‌کنند. این‌گونه تبلیغات به شکل پرداخت به ازای کلیک هستند.

### میزان CTR ایمیل
میزان کلیک ایمیل به تعداد کلیک روی دعوت به عمل در ایمیل‌های دریافت شده و ورود به صفحات دیگر گفته می‌شود.
میزان کلیک ایمیل به شکل نهایی با درصد نمایش داده می‌شود و از تقسیم تعداد کلیک‌ها بر تعداد ایمیل‌های ارسالی حاوی لینک مزبور به دست می‌آید.
.
اکثر بازاریابان ایمیلی از این معیارها همراه با میزان بازکردن، میزان گزاف گویی و معیارهای دیگر برای درک اثربخشی و موفقیت خود در بازاریابی رایانامه‌ای استفاده می‌کنند. به‌طور کلی برای میزان کلیک، ایده‌آلی وجود ندارد. این معیار می‌تواند بر اساس نوع ایمیل ارسال شده و چگونگی ایمیل‌های فرستاده شده متفاوت باشد؛ بسته به چگونگی دسته‌بندی لیست دریافت کنندگان و با توجه به محتوای ایمیل برای مخاطبان و بسیاری عوامل دیگر. حتی زمان‌های مختلف روز هم می‌تواند میزان کلیک را تحت تأثیر قرار دهد. به نظر می‌رسد روز یکشنبه به‌طور قابل ملاحظه‌ای میزان کلیک بالاتری داشته باشد؛ به‌طور متوسط و با توجه به اینکه زمان استراحت در هفته می‌باشد.
هر ساله مطالعاتی برای تأثیر بیشتر میزان کلیک در بازاریابی رایانامه‌ای انجام می‌شود.